# Сэй-лакханг
 Сэй-лакханг, также Секагуртхо, полное название — Лодрак Сэйкхр Драцанг — буддийский монастырь-семинария в Бумтанге (восточный Бутан). Находится недалеко от города Джакар и монастыря Джамбей-лакханг. Название означает «Золотой храм».
Монастырская школа была здесь основана в 1963 году, посвящена переводчику Марпа, выдающемуся учителю школы кагью. В семинарии обучаются около 25 монахов.